# HEW Cyclassics 2000
La HEW Cyclassics 2000 fou la 5a edició de la cursa ciclista HEW Cyclassics. Es va disputar el 6 d'agost de 2000, sent la sisena prova de la Copa del Món de ciclisme de 2000. El vencedor fou l'italià Gabriele Missaglia (Lampre-Daikin), que s'imposà a l'esprint a Francesco Casagrande i Fabio Baldato.

## Resultats
|    | Ciclista                   | Equip                   | Temps      |
| -- | -------------------------- | ----------------------- | ---------- |
| 1  | Gabriele Missaglia (ITA)   | Lampre-Daikin           | 6h 17' 22" |
| 2  | Francesco Casagrande (ITA) | Vini Caldirola-Sidermec | m. t.      |
| 3  | Fabio Baldato (ITA)        | Fassa Bortolo           | + 2"       |
| 4  | Erik Zabel (GER)           | Team Telekom            | m. t.      |
| 5  | Thor Hushovd (NOR)         | Crédit Agricole         | m. t.      |
| 6  | Gabriele Balducci (ITA)    | Fassa Bortolo           | m. t.      |
| 7  | Marco Zanotti (ITA)        | Liquigas-Pata           | m. t.      |
| 8  | Massimiliano Mori (ITA)    | Saeco-Valli & Valli     | m. t.      |
| 9  | Magnus Bäckstedt (SWE)     | Crédit Agricole         | m. t.      |
| 10 | Romāns Vainšteins (LAT)    | Vini Caldirola-Sidermec | m. t.      |